# Thümmlitz
Thümmlitz ist ein Dorf im Landkreis Leipzig in Sachsen. Politisch gehört der Ort seit Anfang 2011 zu Grimma. Er liegt zwischen Cannewitz und Würschwitz.
Urkundlich wurde Thümmlitz 1378 das erste Mal als „Dymoycz, Dymuycz“ genannt. Weitere Nennungen waren:
- 1417/39: Dympnitz
- 1439: Tymnitz
- 1478: Tympnitz, Timpnitz, Dympnitz
- 1508: Tymnitz
- 1521: Dymlitz
- 1753: Thimlitz, Thümlitz
- 1875: Thümmlitz (Thümlitz)

## Entwicklung der Einwohnerzahl
| Jahr    | Einwohnerzahl                             |
| ------- | ----------------------------------------- |
| 1548/51 | 4 besessene Mann, 4 Inwohner, 3 1⁄2 Hufen |
| 1764    | 4 besessene Mann, 2 Häusler, 2 5⁄8 Hufen  |
| 1834    | 38                                        |

| Jahr | Einwohnerzahl |
| ---- | ------------- |
| 1871 | 37            |
| 1890 | 33            |
| 1910 | 36            |

| Jahr | Einwohnerzahl |
| ---- | ------------- |
| 1925 | 41            |
| 1939 | 33            |
| 1946 | 52            |